# Marie-Louise Fort
Marie-Louise Fort (Villeneuve-la-Guyard, 3 dicembre 1950 – Sens, 24 settembre 2022) è stata una politica francese.

## Biografia
Marie-Louise Fort fu sindaca di Sens per due mandati non consecutivi, dal 2001 al 2008 e dal 2014 fino alla morte, vincendo infatti le prime elezioni al primo turno contro i comunisti uscenti. Dal 1998 al 2007 divenne consigliera regionale della Borgogna. Venne poi rieletta al secondo turno durante le elezioni legislative del 2007.
Nel 2012 vinse in parlamento contro il candidato socialista Nicolas Soret con oltre il 55% dei voti, mentre nel 2016 sostiene Nicolas Sarkozy nelle primarie presidenziali i repubblicani.
È morta a Sens il 24 settembre 2022, all'età di 71 anni.